# Laminarine
Laminarine is een polysacharide uit de groep van β-glucanen. Het komt in de natuur voor in vele planten en in verschillende soorten algen, vooral bruinwieren en diatomeeën, waarvoor het een reservesuiker is, die kan omgezet worden in koolhydraten (glucose), zoals zetmeel in planten. Het heeft een β-(1→3)-glucoseketen waaraan vertakkingen met β-(1→6)verbindingen kunnen voorkomen. De oplosbaarheid van laminarine in water hangt af van de opbouw van de glucoseketen; als die niet vertakt is, is het goed oplosbaar. Als de keten vertakt is, daalt de oplosbaarheid. Er zijn bruinwieren gevonden met oplosbaar laminarine (Laminaria digitata) en andere met onoplosbaar laminarine (Laminaria cloustoni of Laminaria hyperborea).

## Synthese
Laminarine wordt op grote schaal gewonnen uit bruinwiersoorten, in het bijzonder Laminaria digitata. Dit levert een wit, oplosbaar, zeer voedingsrijk poeder.

## Toepassingen
In Japan behoren Laminariasoorten met laminarine (kombu) tot de dagelijkse voeding.
Laminarine heeft, net als andere β-glucanen, een biologische activiteit. Het wordt in de land- en tuinbouw ingezet als biopesticide tegen bladschimmels. Het is zelf geen actieve stof maar het stimuleert het eigen verdedigingsmechanisme van de gewassen tegen de schimmels. Het is niet toxisch en wordt biologisch afgebroken tot kleinere oligosachariden en glucose. Het is in de Europese Unie toegelaten sedert 1 april 2005. Het Franse bedrijf Laboratoires Goëmar verkoopt het onder de merknamen Vacciplant en Iodus 2 CS. Een ander product met gelijkaardige werking is het extract uit de Sachalinse duizendknoop (Fallopia sachalinensis of Reynoutria sachalinensis), merknaam Regalia® Maxx Biofungicide dat sedert 2000 is toegelaten in de Verenigde Staten.
Laminarine heeft ook medisch potentieel. Gezuiverd laminarine, geëxtraheerd uit sporofyten van Laminaria digitata wordt door deze firma verkocht onder de merknaam Phycarine. Dit blijkt het immuunsysteem te stimuleren. In gesulfateerde vorm heeft het potentieel als ontstekingsremmer.
Laminarine dat gesulfateerd is, kan een anticoagulans zijn, afhankelijk van de zuiverheid en de omstandigheden waaronder de sulfatering gebeurt.